# St. Nikolaus (Köln-Dünnwald)

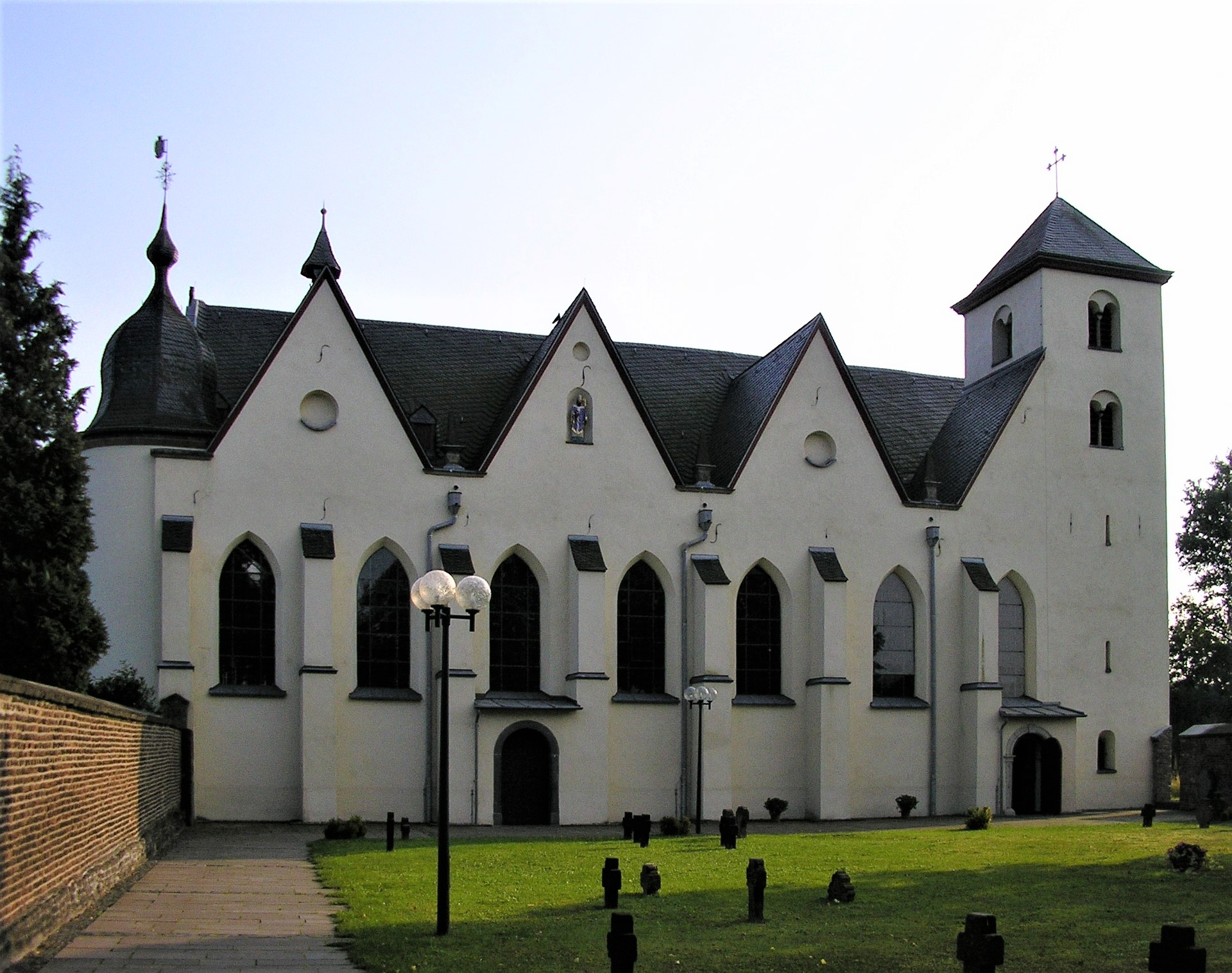
St. Nikolaus in Köln-Dünnwald

St. Nikolaus ist eine römisch-katholische romanische Basilika und Pfarrkirche in Köln-Dünnwald in Nordrhein-Westfalen. Sie wurde ursprünglich als Stiftskirche der Prämonstratenserinnen errichtet.

## Geschichte

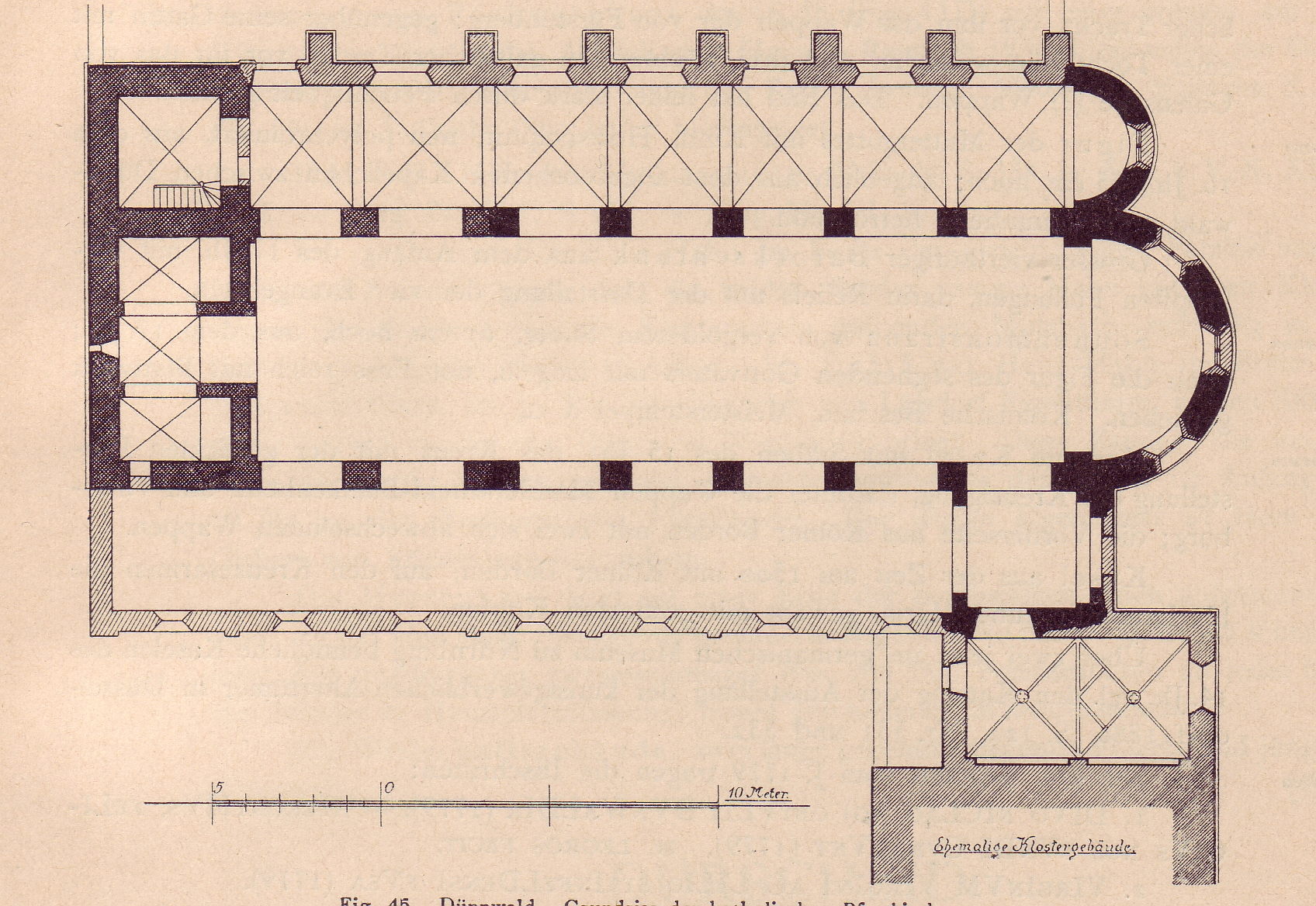
Grundriss 1901

Die romanische Basilika St. Nikolaus wurde ausweislich der Stiftungsurkunde im Jahr 1117 begründet. Es wird jedoch mit nachvollziehbarer Begründung vermutet, dass der eigentliche Rechtsakt der Zustimmung erst im Jahr 1118 stattfand. In der Literatur tauchen daher regelmäßig beide Jahreszahlen, nämlich 1117 und 1118 auf.
Die Stiftung geht zurück auf einen Ritter „Heidinicus“ (Heidenreich). Heidenreich stiftete ein „Institut für religiöse Männer“, welches von Adolf II. von Berg und dem Kölner Erzbischof Friedrich I. von Schwarzenburg mit üppigen Privilegien und Gütern ausgestattet wurde. Dabei waren der Stift und die Pfarrei rechtlich getrennt, die ersten Bewohner des Stiftes waren „regulierte Kanoniker“, möglicherweise Augustiner Chorherren (jedoch noch keine Chorherren nach den Gewohnheiten von Prémonté) waren. 1122 verlieh der Kölner Erzbischof Friedrich I. von Schwarzenberg der Kirche nebst Pfarrei die vollen Pfarrrechte. In späteren Jahren jedenfalls ab 1142 war das Kloster mit Prämonstratenserinnen aus Kloster Steinfeld besetzt und dem Kloster angeschlossen und unterstellt.
Der Gründungsbau der Basilika war zunächst eine kurze, querschifflose dreischiffige flachgedeckte Pfeilerbasilika, welche bereits Mitte des 12. Jahrhunderts für die Prämonstratenserinnen um drei Joche nach Westen, eine Nonnenempore und einen Turm erweitert wurde.
Archäologische Forschungen des Rheinischen Amtes für Denkmalpflege haben in den Jahren 1997–2007 im Rahmen einer umfangreichen Sanierung des Kirchengebäudes im nördlichen Seitenschiff Fundamentreste aufgefunden, die unterhalb des heutigen Bodenniveaus der Kirche liegen. Diese verlaufen vom Seitenschiff unter der Kirchennordwand in Richtung Innenhof. Es wird dazu vermutet, dass hier vor Errichtung der Kirche bereits evtl. ein landwirtschaftliches Gebäude o. ä. gestanden haben könnte. Damit wären diese Mauerreste das älteste Zeugnis einer menschlichen Besiedlung in Köln-Dünnwald. Sie sind in der Kirche in einer Schautafel dokumentiert.
Lange Zeit war davon ausgegangen, dass die Kirche auf Grund von Unregelmäßigkeiten im Grundriss des 5. und 6. Pfeilerpaars in zwei Bauabschnitten errichtet worden war und 1143 durch zwei weitere Achsen und dem Westbau nebst einem Turm erweitert worden war. Untersuchungen des Landschaftsverband Rheinland (LVR) im Jahr 2005 haben jedoch gezeigt, dass die Errichtung in einem Bauabschnitt erfolgte. Dafür sprechen das durchgehend verwandte Tuffmauerwerk in der südlichen Obergadenwand sowie der identische Kalkmörtel. Auch die durchgehend einheitliche Mauertechnik und eine fehlende Bauwerksfuge zwischen der fünften und sechsten Fensterachse stützen die Annahme einer durchgehenden Errichtung.
Die Untersuchungen des LVR brachten noch eine bedeutsame Entdeckung zu Tage: Die Kirche hatte ursprünglich zwei Türme. Lange Zeit war man davon ausgegangen, dass zwar ein zweiter Turm geplant aber nie zur Ausführung gekommen ist. Die archäologischen Untersuchungen konnten jedoch beweisen, dass ein Südturm existiert hat und erst Ende des 16. Jahrhunderts wegen Baufälligkeit abgebrochen wurde. In diesem Zuge wurde das Dach des Mittelschiffes von 42° auf 54° angehoben. Außerdem wurden drei kleine romanische Fenster in der Westfassade durch das heutige, große Rundbogenfenster mit Maßwerk ersetzt. Bereits im 14. Jahrhundert erfolgte die Einwölbung des nördlichen Seitenschiffes. Soweit heute nur noch der Nordturm der Kirche seine charakteristische Optik verleiht, bestand bis ins 16. Jahrhundert daher eine doppeltürmige Fassade mit niedrigem Mittelschiff. Der LVR erstellte eine graphische Rekonstruktion, die die imposante Wirkung des damaligen Kirchenbaus visualisiert.
Die Blüte des Stifts führte zu Tochtergründungen im Rheinland in Meer und Füssenich und Kloster Doksany in Böhmen.
Im Zuge des Dreißigjährigen Krieges wurde das Stift verlassen und 1643 durch den Abt von Steinfeld in ein Priorat umgewandelt. 1653 erfolgte die Barockisierung des nördlichen Seitenschiffes, in deren Zuge es die charakteristischen Quergiebeldächer erhielt. Die Apsis erhielt eine geschweifte Haube.
Ende des 17. Jahrhunderts wurde das Collegium Norbertinum, die Hochschule des Prämonstratenserordens, für einige Jahre nach Dünnwald verlegt.
1803 wurde das Stift säkularisiert und St. Nikolaus Pfarrkirche. 1875 wurde das südliche Seitenschiff in romanisierenden Formen erneuert.

## Ausstattung
Die sakralen Einbauten der Kirche (Altar, Taufbecken) wurden um 1955 von dem Bildhauer Eduard Schmitz (1897–1965), der in seinem Wirken sehr von Ernst Barlach beeinflusst war, aus Lahnmarmor gestaltet. Er enthält Reliquien der Heiligen Ursula und Gereon und ist mit den symbolischen Lebewesen der vier Evangelisten geschmückt – Stier für Lukas, Löwe für Markus, Mensch für Matthäus und Adler für Johannes. Das Taufbecken ist geformt als ein stilisierter Fisch und besteht aus dem gleichen Material wie der Altar.
Besonders sehenswert ist die gotische Kapelle (1480–1500) an der Südostseite der Kirche an, die heute als Sakristei genutzt wird. Dieser Raum besteht aus zwei quadratischen Jochen mit einem spätgotischen Kreuzrippengewölbe. In diesem Raum ist einer der seltenen Malereizyklen des 15. Jahrhunderts weitgehend erhalten geblieben. Der gotische Raum enthält Darstellungen der 12 Apostel, der Verkündigung Mariens und der Darstellung der heiligen Sippe. Die Malereien waren 1934 wiederentdeckt und 1948 bis 1953 freigelegt worden. In den späten 1970er Jahren wurde nochmals umfangreich durch Horst Hahn restauriert und im Jahr 2006 durch Martin Kozielski erneut umfangreich restauriert.
Ansonsten haben sich in der Kirche einige Reste der einstigen gotischen Wandmalerei erhalten, diese sind fragmentarisch erkennbar. So kann am 3. Pfeiler zum Nordschiff ein sogenanntes „Vesperbild“, welches den toten Jesus Christus auf dem Schoße seiner Mutter Maria zeigt, erblickt werden. Im Obergaden sind etwa auf Höhe der Empore vereinzelte Rankmalereien in den Leibungen der freigelegten gotischen Fenster erkennbar.
Der ehemals gotische Blasiusaltar im nördlichen Seitenschiff existiert nicht mehr. Er war ursprünglich 1346 durch eine Schenkung seitens des Grafen Adolf VI. von Berg zur Erinnerung an seine in der Schlacht von Lüttich gefallenen Gefährten errichtet worden. Der heute dort vorhandene Blasiusaltar in der nördlichen Apsis stammt aus dem 17. Jahrhundert und ist barock.
Auf dem Altar im südlichen Seitenschiff steht eine Madonna mit Kind aus dem 16. Jahrhundert. In der Marienkapelle unter dem Nordturm befindet sich eine farbig gefasste sitzende Muttergottes mit Kind aus der Zeit um 1600.
Zwei Heiligenfiguren an den beiden vorderen Pfeilern – links Nikolaus, rechts Norbert – gehören zur barocken Ausstattung der Kirche. Ebenfalls zur barocken Ausstattung gehören vermutlich die geschwungene Kommunionbank, das über dem Altar hängende Kreuz und der im nördlichen Seitenschiff stehende Beichtstuhl.
Ein Kreuzweg des Künstlers Egino Weinert befindet sich seit den 1960er Jahren in der Kirche.

## Orgel
Im Zuge der Restaurierungsarbeiten 1953 bis 1955 wurde über der Empore auf eigenen Podesten links und rechts des großen Westfensters von der Firma Orgelbau Romanus Seifert & Sohn aus Kevelaer eine neue Orgel installiert. Sie verfügt über 24 Register auf zwei Manualen und Pedal.

## Glocken
Im verbliebenen Nordturm befindet sich ein fünfstimmiges Glockengeläut. Drei der Glocken aus Bronze wurden 1957 von Wolfgang Hausen in der Glockengießerei Mabilon in Saarburg gegossen, die historischen Glocken III und V 1779 und 1781 bei Martinus Legros in Malmedy.
| Nr. | Name      | Durchmesser | Gewicht | Schlagton | Inschrift |
| --- | --------- | ----------- | ------- | --------- | --- |
| I   | Maria     | 890 mm      | 420 kg  | a’-4      | MARIA MIT DEM KINDE LIEB, UNS ALLEN DEINEN SEGEN GIB! |
| II  | Joseph    | 790 mm      | 300 kg  | h’-4      | HEILGER JOSEF, BESCHÜTZE UNSERE FAMILIEN! |
| III | Nikolaus  | 707 mm      | 200 kg  | cis″-4    | DIVO NIC(O)LAO OBTULIT DUNWALDIA (1779) – HIERONYMUS, FELICIUS NOS FUNDI CURARUNT (1779) M. LEGROS FECIT (Dem hl. Nikolaus von Dünnwald gespendet – Hieronymus, Felicius betreuten unseren Guß. M. Legros goß mich.) |
| IV  | Nikolaus  | 590 mm      | 125 kg  | e″-4      | HEILIGER BISCHOF NIKOLAUS BEHÜTE UNSERE KINDER! |
| V   | Norbertus | 554 mm      | 110 kg  | fis″-3    | S. NORBERTO ARCHIEPISCOPO FUNDITUR A DUNWALDIA (1781) (Ich wurde gestiftet vom Erzbischof Norbert für Dünnwald.) |

Das Läutemotiv ist Veni creator spiritus.

## Umgebung
Auf der Nordseite der Kirche besteht ein vorgelagerter Innenhof, der ehemalige Friedhof, auf dem etliche alte Grabmäler in Form der bergischen Steinkreuze aus dem 17./18. Jahrhundert erhalten sind. Das älteste Grabkreuz datiert aus dem Jahre 1572. Ab 1860 wurden hier jedoch keine Bestattungen mehr durchgeführt. Die Kreuzigungsgruppe an der Westwand datiert aus jüngster Zeit (1905).